# Sommerschafweide im Löhle
Die Sommerschafweide im Löhle ist ein vom Landratsamt Münsingen am 31. Mai 1955 durch Verordnung ausgewiesenes Landschaftsschutzgebiet auf dem Gebiet der Gemeinde Zwiefalten.

## Lage
Das nur 3,1 ha große Landschaftsschutzgebiet liegt etwa 600 m nördlich des Zwiefaltener Ortsteils Sonderbuch im Gewann Layle. Es gehört zum Naturraum Mittlere Flächenalb und liegt in der Entwicklungzone des Biosphärengebiets Schwäbische Alb.

## Landschaftscharakter
Der Nordteil des Gebiets ist bewaldet. Der Südteil ist mittlerweile bebaut. Im Luftbild von 1968 sind im heute bebauten Bereich noch deutlich die Strukturen der einstigen Nutzung als Sommerschafweide zu erkennen.